# Herrig
Herrig ist ein Stadtteil von Erftstadt im Rhein-Erft-Kreis in Nordrhein-Westfalen. Der drittkleinste Stadtteil hat etwas mehr als 500 Einwohner. Ortsbürgermeister in der Ratsperiode 2020–2025 ist Michael Vieth.

## Lage
Herrig liegt am westlichsten Rand des Stadtgebietes. Im Osten grenzt Lechenich an den Ort, im Süden Erp, im Westen und Norden die Nörvenicher Ortsteile Pingsheim und Wissersheim, die bis 1975 selbst Stadtteile von Erftstadt waren.

## Geschichte

### Vorgeschichte und römische Zeit
Ein Kreisgraben (für Urnenbestattung) und Keramikfunde aus der La-Tène-Zeit (500 v. Chr.) weisen auf eine vorgeschichtliche Siedlung hin.
Mehrere römische Trümmerstellen und zwei Steinsarkophage in der Feldgemarkung belegen römische Siedlungsplätze.

### Mittelalter und Neuzeit
Im frühen Mittelalter entstand um einen Fronhof mit Hofkapelle eine Ansiedlung, die 1155 in einer Handschrift des Benediktinerklosters Deutz als „Harge“ und Ort der Pfarre Lechenich genannt wurde. 1293 verfügte der Erzbischof von Köln Siegfried von Westerburg in Herrig über umfangreichen Besitz, zu dem der erzbischöfliche Hof und acht weitere Höfe gehörten. Die Inhaber der Höfe zahlten dem Erzbischof ihre festgesetzten Abgaben sowohl in Geld als auch in Naturalien.
Über die folgenden Jahrhunderte hinweg stagnierte die Entwicklung Herrigs. Der Ort, der bei der Belagerung Lechenichs 1642 durch Einquartierung sehr belastet war, wurde beim Abzug der Belagerer in Brand gesteckt. Bei der steuerlichen Veranschlagung 1664 bestand der Ort aus neun Häusern, davon waren sieben in bäuerlichem Besitz. Die Bewohner, die zur Lechenicher Bürgerschaft gehörten, waren außer den Pächtern der beiden großen Höfe überwiegend Kleinbauern, die ihren eigenen Besitz von zwei bis drei Morgen Ackerland und ergänzend gepachtete Ländereien bearbeiteten. Neben Pacht und Grundpacht mussten von den Einwohnern Herrigs landesherrliche Steuern an den Erzbischof und Kurfürsten gezahlt werden. Eine weitere Belastung war der abzuführende große Zehnt an das Kölner Stift St. Aposteln.

### Adeliger und geistlicher Besitz
Von den Ende des 13. Jahrhunderts genannten Höfen waren im 15. Jahrhundert noch zwei Höfe erhalten, die auch in den folgenden Jahrhunderten weiter bestanden.

#### Hof des Domkapitels
Der Hof des Erzstiftes, der im Jahre 1597 von Koadjutor Ferdinand, dem späteren Kölner Erzbischof und Kurfürsten, verpachtet wurde, gelangte durch einen Gütertausch im Jahre 1605 in den Besitz des Domkapitels. Der „Domhof“ mit ungefähr 200 Morgen Ackerland behielt nach dem Tausch seine früheren Privilegien wie das Recht, 12 Wagen Holz aus der Ville zu erhalten und zwei Wagen Heu aus den kurfürstlichem Benden (Wiesen) sowie die Befreiung von Einquartierung und gewöhnlichen Lasten.

#### Hof des Klosters St. Pantaleon
Neben dem erzbischöflichen Hof gab es einen weiteren Hof in Herrig, mit dem die Adelsfamilie Wolff von Rheindorf belehnt war. Er wurde 1463 mit Zustimmung des Erzbischofes als Lehnsherr an Abt und Konvent des Benediktinerklosters St. Pantaleon in Köln verkauft.

#### Landbesitz der Schlosskapelle
Auch Ländereien der Kapelle des Lechenicher Schlosses lagen in Herrig. Seit 1556 erhielten die Franziskaner-Observanten aus Brühl für den Gottesdienst in der Schlosskapelle die Einkünfte aus den von der Kellnerei des Schlossherren verpachteten 53 Morgen Land. Nach 1620 erhielten die Franziskaner statt der bisherigen Naturalien von der Kellnerei jährlich ungefähr 200 Gulden oder 65 Reichstaler ausgezahlt. Diese Zahlung ging an die Franziskaner in Lechenich über, die gleichzeitig die Verrichtung des Gottesdienstes übernahmen.

### Vertreter der Gemeinde
Die wenigen Einwohner von Meller wurden bis zum Ende des 18. Jahrhunderts mit Herrig zusammen steuerlich veranschlagt und gemeinsam vom Herriger Ortsvorsteher in den Versammlungen des Lechenicher Stadtrates vertreten.

### 19. und 20. Jahrhundert
1802 wurde der geistliche Besitz infolge der Säkularisation verstaatlicht und in den folgenden Jahren nach und nach verkauft. Den Hof des Domkapitels, den Domhof, ersteigerte 1812 der ehemalige Pächter Päffgen, der Hof von St. Pantaleon wurde bereits 1810 unter dem Namen Schöddershof an den früheren Pächter Rolshoven verkauft.
Im Jahre 1801 hatte Herrig 17 Häuser mit insgesamt 112 Einwohnern, davon waren 29 Kinder unter 12 Jahren. Von den Haushaltsvorständen waren zwei Pächter großer Güter, fünf weitere bezeichneten sich als Landwirte, sieben als Tagelöhner, einer war Hufschmied, einer Fuhrmann und einer Leineweber. Bei der Schaffung der Kantone und Mairien durch die französische Verwaltung 1798/1800 gehörte Herrig mit Meller zum Kanton Lechenich und zur Mairie Lechenich. Die Ortschaften gehörten nach 1815 zur Bürgermeisterei Lechenich (seit 1927 als Amt bezeichnet) bis zur kommunalen Verwaltungsreform und der Bildung der Stadt Erftstadt im Jahr 1969.
Die Einwohner Herrigs betrieben weiterhin überwiegend Landwirtschaft. Neben den beiden großen Höfen gab es mehrere mittlere Betriebe. Mit der Intensivierung des Braunkohleabbaus am Ende des 19. Jahrhunderts verdienten ehemalige Tagelöhner ihren Lebensunterhalt in den Gruben oder Brikettfabriken der Rheinischen Braunkohlebetriebe in der Umgebung.
Der Ausbau der Straße Lechenich – Düren über Herrig im Jahre 1856 brachte dem Ort eine wichtige Verbesserung der regionalen Verkehrsanbindung.
Seit 1828 hatte Herrig eine eigene Schule, die 1861/62 und 1954 durch Anbauten erweitert wurde. Bei der Schulreform im Jahre 1968 wurde die Herriger Schule aufgelöst und die Schüler den Lechenicher Schulen zugewiesen.

### Kirche St. Clemens

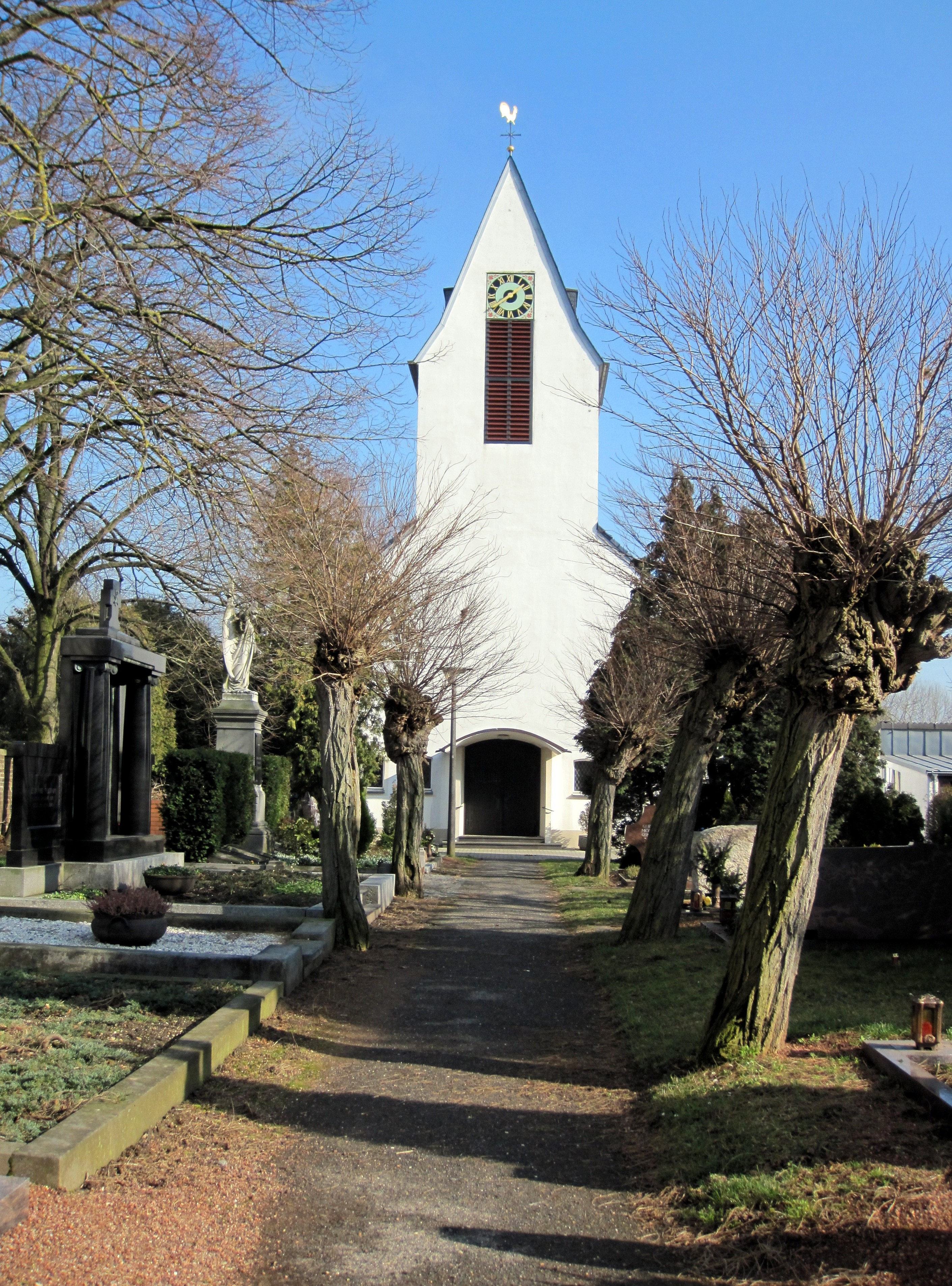
Sankt Clemens

Seit dem Jahre 1463 hatte die Kirchengemeinde Herrig ein Gotteshaus, das dem heiligen Clemens geweiht war. Von 1892 bis 1893 wurde von dem Kölner Regierungsbaumeister Heinrich Krings eine neue Kirche errichtet, die das Patrozinium der alten Kirche beibehielt. Sie wurde im Zweiten Weltkrieg mehrfach stark beschädigt. Auf Grund dieser Kriegsschäden erbaute man 1952 die heutige Kirche St. Clemens und ließ diese 1996/1997 grundlegend restaurieren.

### Einwohnerentwicklung
| Jahr      | 1828 | 1843 | 1871 | 1885 | 1895 | 1900 | 1905 | 1910 | 1919 | 1925 | 1933 | 1946 |
| --------- | ---- | ---- | ---- | ---- | ---- | ---- | ---- | ---- | ---- | ---- | ---- | ---- |
| Einwohner | 167  | 240  | 247  | 305  | 305  | 306  | 352  | 364  | 368  | 395  | 346  | 398  |

### Die Ortsvorsteher von Herrig
| von    | bis    | Name                   |
| ------ | ------ | ---------------------- |
| 1883   | 1920   | Ludwig (Louis) Pilgram |
| 1920   | 1924   | Leonhard Pilgram       |
| 1924   | (1930) | Peter Grouven          |
| (1936) |        | Peter Krebs            |
| 1945   | 1965   | Johann Baptist Ohrem   |
| 1965   | 1969   | Ernst Wilhelm Contzen  |

## Heutiges Ortsbild
Herrig blieb ein relativ kleines Dorf und hat mit den außerhalb des Ortskerns errichteten neuen Wohnhäusern etwa 500 Einwohner. Das repräsentative Wohnhaus des Conzenhofes, des ehemaligen Pantaleonshofes, liegt von einer Mauer geschützt etwas abseits der Straße in einer großen Gartenanlage. Das Ortsbild prägen jedoch der Domhof und die Kirche sowie einige große in Backstein errichtete Gebäude. In dem ehemaligen Schulgebäude ist ein städtischer Kindergarten untergebracht.
Die Landwirtschaft spielt nur noch eine geringe Rolle. Lediglich zwei in Herrig ansässige Bauern sind verblieben. Die Besitzer des Domhofes bewirtschaften den Betrieb von ihrem auswärts gelegenen Wohnsitz aus. Die übrigen Einwohner sind Pendler zwischen ihrem Wohnort und ihrem zumeist in Köln gelegenen Arbeitsplatz. Die durch Herrig führende Straße ist stark frequentiert. Über sie fahren auch die Buslinien von VRS und AVV, die Herrig mit Lechenich, Nörvenich, Brühl-Mitte und dem überörtlichen Verkehrsnetz verbinden.
| Linie | Betreiber | Verlauf |
| ----- | --------- | --- |
| 212   | Rurtalbus | Nörvenich Alter Bf – Nörvenich Schlosspark – Oberbolheim – Rath – Wissersheim – Pingsheim – Herrig – Lechenich |
| 232   | Rurtalbus | Sievernich – Disternich – Müddersheim – Gladbach – Poll – Dorweiler – Pingsheim – Herrig – Lechenich           |
| 974   | REVG      | Stadtverkehr Erftstadt                                                                                         |
| 990   | REVG      | Herrig – Lechenich – Blessem (/ Bliesheim –) Erftstadt Bf – Liblar – Brühl Mitte (Stadtbahn)                   |

Durch die fehlenden Einkaufsmöglichkeiten vor Ort sind die Bewohner stark nach den Geschäften des nahe gelegenen Lechenichs ausgerichtet. Das örtliche kulturelle Leben ist aufgrund der geringen Einwohnerzahl bescheiden. Es wird vornehmlich durch die Schützenbruderschaft gefördert, die mehrere Veranstaltungen im Jahr durchführt, einige in Verbindung mit dem sehr aktiven städtischen Kindergarten.
2007 stellte der örtlichen Fußballverein SV Herrig den Spielbetrieb ein, in der Folge wurde der Platz unter anderem noch zu Trainingszwecken von Jugendmannschaften anderer Vereine genutzt. Von 2016 bis 2022 wurde der Platz von der American-Football-Abteilung des Erfa 09 Gymnich (Erfa Bravehearts) für Training und Spielbetrieb genutzt.